# Wrightoporia japonica
Wrightoporia japonica är en svampart som beskrevs av Núñez & Ryvarden 1999. Wrightoporia japonica ingår i släktet Wrightoporia och familjen Bondarzewiaceae.   Inga underarter finns listade i Catalogue of Life.